# Zandbergen (Nederland)
Zandbergen is een voormalig gehucht in Rosmalen. Thans is het gehucht geheel geïntegreerd in de kern Maliskamp en is daardoor niet meer herkenbaar op de kaart. Wel wordt er melding gemaakt van een gehucht in de Historische Atlas van Noord-Brabant van 1900. Het gehucht ontleent zijn naam aan de donken die in deze streek veel te vinden zijn.
Ten noorden van de A59 heb je in de wijk Molenhoek nog wel een straat die herinnert aan het gehucht: Zandbergen.